# Loipenzentrum Rotes Moor
Das Loipenzentrum Rotes Moor (bis 2002 Loipe Schwabenhimmel genannt) ist ein Skilanglaufgebiet im hessischen Teil der Rhön bei Gersfeld. Das Wintersportgebiet liegt am Westhang des 925,7 Meter über Normalnull hohen Heidelsteins, zwischen ihm und dem Roten Moor. Das Loipenzentrum ist seit dem Jahre 2006 beim Deutschen Skiverband (DSV) als Nordic Activ Zentrum zertifiziert. Es zählt mit täglich 1500 bis 2000 Besuchern an schönen Wintertagen zu den am meisten besuchten Langlaufgebieten in Deutschland. Das Langlaufzentrum umfasst mehrere Loipen mit unterschiedlichen Längen und Schwierigkeitsgraden auf Höhen von 805 bis 882 Meter. Sämtliche Loipen werden bei entsprechender Schneelage für den klassischen Stil (parallele Skiführung) und den Skating-Stil präpariert. Aufgrund der Höhenlage sind im Jahr teilweise über 100 Schneetage zu verzeichnen; damit zählt das Loipenzentrum zu den schneesichersten im mittel- und norddeutschen Raum.

## Beschreibung
Im Loipenzentrum, dem auch eine kleine Biathlonanlage angeschlossen ist, finden in jedem Winter mehrere Wettkämpfe statt. Es werden Langlaufwettbewerbe und Biathlonwettbewerbe (Hessische Forstliche Skimeisterschaften und ein Team-Biathlon-Sprint) ausgetragen. Im Jahre 2003 wurden die Deutschen Nordischen Seniorenmeisterschaften im Loipenzentrum durchgeführt. Der Biathlonstand auf 833 Meter über Normalnull wurde 1982 für die Ausrichtung der Europäischen Forstlichen Skimeisterschaften errichtet und bis 1987 benutzt. Im Jahre 1999 wurde er reaktiviert und der Sicherheitswall erneuert. Das Loipenzentrum hat mehrere Einstiegsstellen. Der Haupteinstieg befindet sich am Parkplatz Moordorf, direkt am Haus am Roten Moor auf 823 Meter über Normalnull. Weitere Einstiegsmöglichkeiten in das Loipennetz gibt es vom Parkplatz Schwedenwall, von den Parkplätzen auf der Wasserkuppe über die Zugangsloipe Alte Reichsstraße, vom Parkplatz Holzberg und vom Parkplatz Schornhecke.

## Geschichte
1997 war im Heidelsteinbereich Langlauf nur eingeschränkt möglich, da die Trassen zu schmal und durch Fichten zugewachsen waren. Die Loipen wurden mit einem technisch veralteten Loipengerät von Mitarbeitern der Stadt Gersfeld nach dem Räumen der Straßen gespurt. Auf den Loipen konnte nur in Parallelspuren gefahren werden. Im Jahre 1998 begann Hessen Forst, die Trassen freizuschneiden, um den Schneeeinfall zu verbessern. Im Jahre 1999 wurden mit Großgeräten die Trassen verbreitert und Wurzelstöcke entfernt. Im Winter 1999/2000 gab es im Loipenzentrum über 100 durchgängige Schneetage. Der Landkreis Fulda schaffte im Jahre 2002 ein neues Loipenspurgerät an, bei dem die Spurplatten wechselseitig ausgehoben werden können und das über eine hydraulische Fräse verfügt. Damit konnten die Loipen erstmals auch für die freie Technik präpariert werden. Im selben Jahr wurde das Loipengebiet in Loipenzentrum Rotes Moor umbenannt.
Im Juli 2004 wurde das Haus am Roten Moor als Gemeinschaftsprojekt von NABU, Landkreis Fulda, SKG Gersfeld und Stadt Gersfeld eingeweiht. Aufgrund der gut präparierten Loipen für beide Stilarten stiegen die Besucherzahlen immer mehr an. Im Jahre 2005 wurde das Haus am Roten Moor durch das Freischlagen einer zusätzlichen Trasse durch den Wald in die Loipenbereiche integriert. Im Winter 2005/2006 verzeichnete das Loipenzentrum einen Rekord an  Schneetagen. Die Loipen waren an 135 Tagen vom 21. November 2005 bis zum 4. April 2006 ununterbrochen nutzbar. Im Juni 2006 gründete Wolfgang Kemmerzell, Vorsitzender der SKG Gersfeld, Abteilung Nordisch, den Loipenpark.de als Inhaber und Geschäftsführer. Am 27. August 2006 wurde das Loipenzentrum vom Bundestrainer des deutschen Langlaufteams, Jochen Behle, als Nordic Aktiv Zentrum Gersfeld eingeweiht. Behle kannte die Loipe bereits aus seiner Jugendzeit, als er dort an hessischen Wettkämpfen teilgenommen hatte und als ehemaliger Landestrainer. Das Projekt wurde seitens des DSV von der Deutschen Sporthochschule Köln realisiert. Damals war das Loipenzentrum als 13. in Deutschland ausgewiesen. Der Winter 2006/2007 war in der Rhön schneearm und es gab nur 47 nutzbare Schneetage. Hinzu kam Windbruch durch den Orkan Kyrill, der die Trassen blockierte. In diesem Winter fand kein einziger Wettbewerb statt.

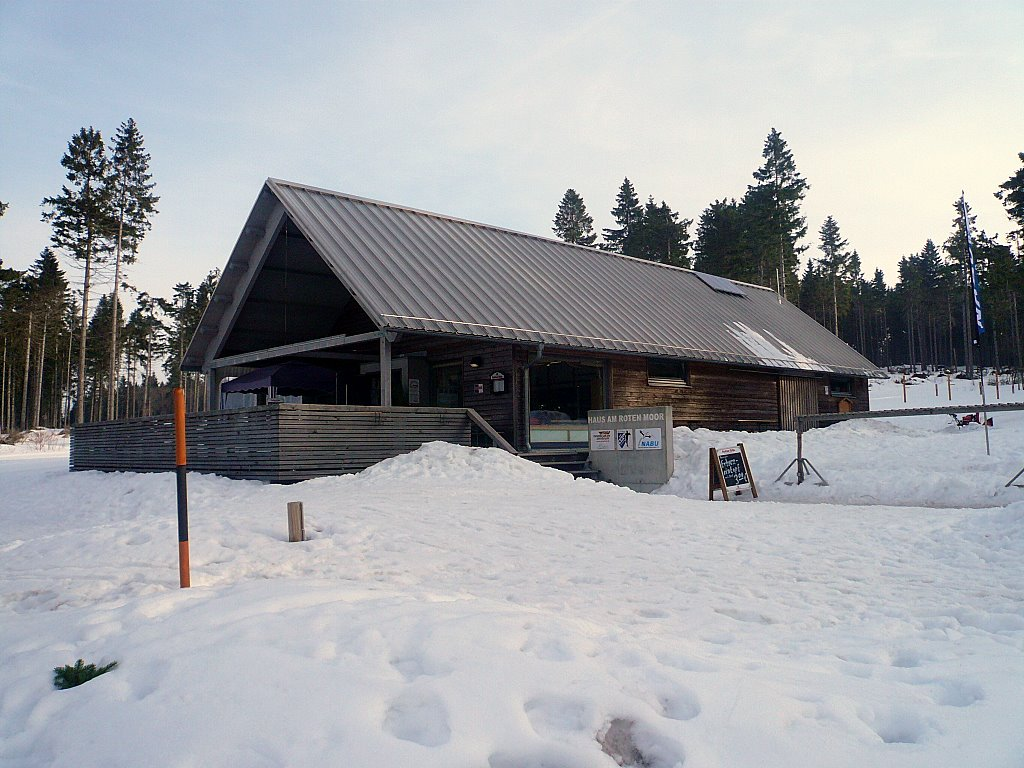
Haus am Roten Moor (2009)

Der Winter 2007/2008 bot vom 10. November 2007 an bei einem halben Meter Schnee gute Bedingungen für den Langlauf. Der Schnee hielt sich bis zum 10. Januar 2008; so konnten dort im hessischen Raum die einzigen Wettbewerbe im Langlauf ausgetragen werden. Über Fasching und Ostern gab es noch einmal drei Wochen Schnee, so dass das Loipenzentrum insgesamt 77 Schneetage verzeichnen konnte. Ab Januar 2008 wurde von Loipenpark.de der erste privat finanzierte Loipenberichts Deutschlands im Internet zur Verfügung gestellt. Eine weitere Verbesserung des Loipenberichts erfolgte mit der Inbetriebnahme einer Webcam zum Winter 2008/2009. Im Winter 2008/2009 gab es nach dem Winter 2005/2006 erneut einen Jahrhundertwinter mit 134 nutzbaren Schneetagen. Der Schnee lag durchgehend vom 23. November 2008 bis zum 5. April 2009. Bei vielen Schneetagen und Schneehöhen bis zu 1,10 Meter gab es konstant gute Langlauf-Bedingungen im Loipenzentrum. Im Winter 2009/2010 gab es zwischen dem 12. Dezember 2009 und dem 21. März 2010 insgesamt 88 Schneetage. Im Jahr 2010 wurden zudem die Hessischen und die Westdeutschen Meisterschaften mit ungefähr 200 Teilnehmern ausgetragen.
Am 22. August 2011 wurde das NaBu-Haus durch den Landkreis Fulda über den Sender Heidelstein an das öffentliche Stromnetz angeschlossen. Seit Sommer 2012 sind die Strecken unter GPSies.com zu finden. Zudem wurde der Parkplatz Moordorf erweitert und im Oktober folgenden Jahres über zwei Parkscheinautomaten zum ersten gebührenpflichtigen Parkplatz des Landkreises Fulda in der Hochrhön. Im folgenden Jahr wurde neben der Parkgebühr eine freiwillige Gebühr zur Pflege der Loipen eingeführt, sowie eine PKW-Jahresvigniette (Park- und Loipengebühr).

### Schneetage
| Saison    | Erster     | Letzter    | Summe |
| --------- | ---------- | ---------- | ----- |
| 2008/2009 | 23.11.2008 | 05.04.2009 | 134   |
| 2009/2010 | 12.12.2009 | 21.03.2010 | 88    |
| 2010/2011 | 24.11.2010 | 05.03.2011 | 88    |
| 2011/2012 | 07.12.2011 | 11.03.2012 | 78    |
| 2012/2013 | 27.10.2012 | 10.04.2013 | 103   |
| 2013/2014 | 20.11.2013 | 21.02.2014 | 36    |
| 2014/2015 | 28.12.2014 | 06.04.2015 | 80    |
| 2015/2016 | 04.01.2016 | 20.03.2016 | 59    |

## Loipen
Das Loipenzentrum umfasst mehrere Loipen, die teilweise die gleichen Trassen nutzen beziehungsweise miteinander verbunden sind und einen verschachtelten Rundkurs bilden. Das Nordic Aktiv Zentrum hat drei Loipen, die beim DSV zertifiziert sind. Der Schwierigkeitsgrad reicht von leicht über mittelschwer bis schwer. Darüber hinaus betreibt das Langlaufzentrum noch fünf weitere, wettkampfgeeignete Loipen, die ebenfalls teilweise dieselben Trassen mit Längen von 2,7 bis 10 Kilometern nutzen. Kombiniert können auch längere Strecken gelaufen werden. Der Schwierigkeitsgrad reicht ebenfalls von leicht bis schwierig. Die beim DSV zertifizierten Loipen heißen Leichte Förstina-Loipe, Mittelschwere Förstina-Loipe und Schwierige Förstina-Loipe. Der Einstieg ist jeweils am Haus am Roten Moor am Parkplatz Moordorf. Die Loipen befinden sich in einem kupierten Gelände mit Steigungen und Gefällen unterhalb von drei Prozent. Die einzelnen Strecken haben aber auch mehrere Steigungen über zehn und Gefällstücken bis zu 6,8 Prozent.
- Leichte Förstina-Loipe: Die Loipe hat eine Gesamtlänge von 4,0 Kilometern bei einer Höhendifferenz von 50 Metern (817 bis 867 Meter über Normalnull). Der Gesamtanstieg beträgt 71 Meter bei zwei Steigungen mit 6,5 und 4,4 Prozent.[7]

- Mittelschwere Förstina-Loipe: Die Gesamtlänge beträgt 6,3 Kilometer, die Höhendifferenz  57 Meter (810 bis 867 Meter über Normalnull), der Gesamtanstieg 111 Meter bei drei Steigungen mit 6,5, 4,5 und 3,9 Prozent.[7]

- Schwierige Förstina-Loipe: Die Loipe hat eine Gesamtlänge von 8,6 Kilometern bei einer Höhendifferenz von 77 Metern (805 bis 882 Meter über Normalnull). Der Gesamtanstieg beträgt 179 Meter bei fünf Steigungen, wobei die beiden steilsten Abschnitte Steigungen von 10,0 und 10,5 Prozent haben. Vom höchsten Punkt der Strecke führt eine über einen Kilometer lange Abfahrt mit einem durchschnittlichen Gefälle von 5,2 Prozent zum tiefsten Punkt.[7]